# Punch Gunalan
Datuk Punch Gunalan Panchacharan (* 2. April 1944 in Sepang; † 15. August 2012 in Petaling Jaya) war ein Badmintonspieler aus Malaysia.

## Karriere
Punch Gunalan war ein ausgesprochener Doppelspezialist, konnte aber auch Erfolge im Einzel vorweisen. Er siegte unter anderem bei den Dutch Open, den German Open, den Asienspielen, der Asienmeisterschaft, den Belgian International, den Denmark Open und den Canada Open. Er war auch Nationaltrainer für das Team von Malaysia.
Nach seiner aktiven Laufbahn begann er eine Funktionärskarriere und wurde als BWF-Vizepräsident einer der mächtigsten Männer im Badminton weltweit.

## Sportliche Erfolge
| Saison    | Veranstaltung         | Disziplin    | Platz | Name                          |
| --------- | --------------------- | ------------ | ----- | ----------------------------- |
| 1966      | Dutch Open            | Herrendoppel | 1     | Punch Gunalan / Oon Chong Hau |
| 1969      | Asienmeisterschaft    | Herrendoppel | 1     | Ng Boon Bee / Punch Gunalan   |
| 1970      | Asienspiele           | Herreneinzel | 1     | Punch Gunalan                 |
| 1970      | Asienspiele           | Herrendoppel | 1     | Ng Boon Bee / Punch Gunalan   |
| 1970/1971 | Belgian International | Herrendoppel | 1     | Punch Gunalan / Ng Boon Bee   |
| 1970/1971 | Belgian International | Herreneinzel | 1     | Per Gunalan                   |
| 1970/1971 | Denmark Open          | Herrendoppel | 1     | Ng Boon Bee / Punch Gunalan   |
| 1970/1971 | German Open           | Herrendoppel | 1     | Punch Gunalan / Ng Boon Bee   |
| 1971      | Canada Open           | Herrendoppel | 1     | Ng Boon Bee / Punch Gunalan   |
| 1971      | All England           | Herrendoppel | 1     | Ng Boon Bee / Punch Gunalan   |
| 1971/1972 | Belgian International | Herrendoppel | 1     | Punch Gunalan / Ng Boon Bee   |
| 1971/1972 | Denmark Open          | Herrendoppel | 1     | Ng Boon Bee / Punch Gunalan   |
| 1971/1972 | German Open           | Herrendoppel | 1     | Punch Gunalan / Ng Boon Bee   |
| 1974      | Scottish Open         | Herrendoppel | 1     | Punch Gunalan / Tom Bacher    |
| 1974      | All England           | Herreneinzel | 2     | Punch Gunalan                 |